# 潘憲武
潘憲武（?—?），字立山，贵州清鎮縣人，清朝政治人物、同進士出身。

## 生平
乾隆二十四年（1759年）己卯科舉人，乾隆二十八年（1763年）登癸未科三甲十六名進士。歷官湖北咸豐縣知縣。為人至孝。著有《立山詩稿》。

## 家族
父潘溶，乾隆舉人。與憲武一同赴京會試，卒於客舍。母陳氏，享年九十七。